# Reserva Natural de Lavassaare
A Reserva Natural de Lavassaare é uma reserva natural localizada no condado de Pärnu, na Estónia.
A área da reserva natural é de 11.132 hectares.
A área protegida foi fundada em 1957 com base na Área de Conservação do Pantanal de Virussaare (em estoniano:  Virussaare rabasaare kaitseala). Em 2017 a área protegida foi designada como reserva natural.